# دائرة ماريما
58°54′14″N 24°25′50″E / 58.90389°N 24.43056°E
دائرة ماريما (بالإستونيَّة: Märjamaa vald) هي بلدية إستونية تقع في مقاطعة رابلا.
بلغ عدد سكانها 7,015 نسمة (اعتبارًا من نوفمبر 2012). وتبلغ مساحتها 1,164 كيلومترًا مربعًا (336.54 ميل مربع). كانت دائرة ماريما أكبر بلدية في إستونيا من حيث المساحة.
وفي عام 2017، دمجت دائرة ماريما مع دائرة فيغالا، ومع ثلاث قرى من دائرة رايكولا لتظل تحت اسم دائرة ماريما.

## التركيبة الدينية
الدين في دائرة ماريما (2021) 

## وصلات خارجية
- الموقع الرسمي
 باللغة الإستونية